# Gens Horatia
La gens Horatia (talvolta italianizzato in: gens Orazia) è un'antichissima gens romana, di origine autoctona, di cui fanno parte alcuni tra i personaggi più influenti dello Stato. Va certamente ricompresa tra le cento gentes originarie ricordate dallo storico Tito Livio.

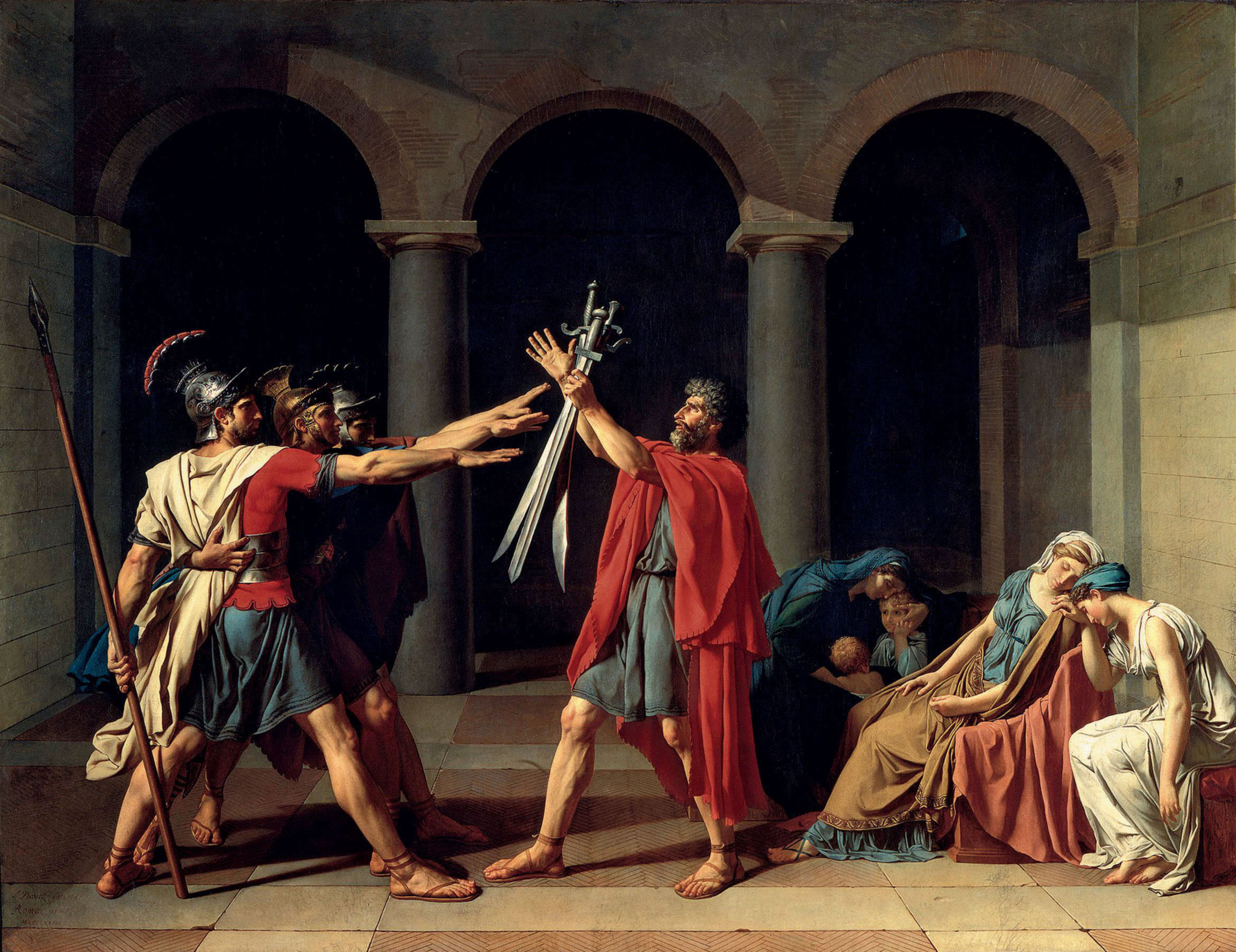
Il giuramento degli Orazi
Jacques-Louis David, Museo del Louvre (1785)

## Origine e territorio
Anche l'illustre romanista Theodor Mommsen la annovera tra le più antiche famiglie romane, sopravvissute nei secoli successivi alla fondazione di Roma. Secondo questo studioso la remota antichità della gens Horatia si desume dall'esistenza dell'omonima antica tribù rustica, che comprendeva Aricia nel Lazio, Venosa in Basilicata, Spoleto in Umbria, e Falerii in Etruria.

## Storia

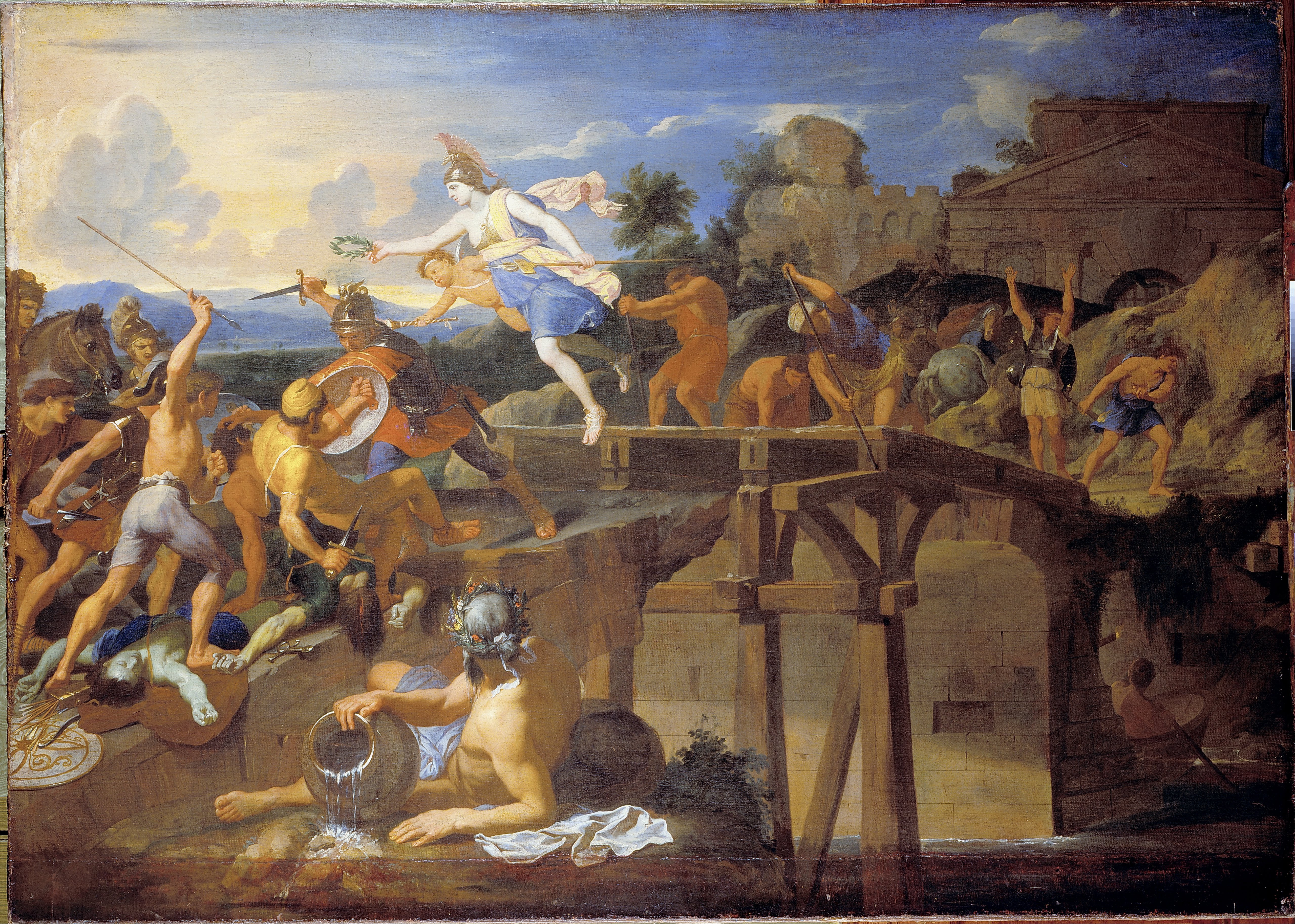
Orazio Coclite difende il ponte di Charles Le Brun, 1642–43

Secondo alcune fonti il nomen Horatius derivi dall'eroe Horatus, al quale era dedicato un bosco di querce. La gens era certamente di origine latina, anche se c'era qualche incertezza su quando arrivarono a Roma. Una leggenda narra che durante il regno di Tullo Ostilio, il destino dell'antica città di Alba Longa fu deciso da un combattimento fra tre fratelli di quella città e tre di Roma. Lo storico Livio afferma che la maggior parte delle fonti assegnò gli Orazi a Roma, e i loro avversari, i Curiazi, ad Alba Longa. La vittoria degli Orazi fu un pretesto per la distruzione di Alba Longa e il trasferimento delle sue nobili famiglie a Roma. 
La gens Horatia si divise in diversi rami, tra i quali i Pulvilli ed i Barbati. 
A questa illustre famiglia che ascese 8 volte al consolato appartennero vari personaggi, alcuni dei quali leggendari, altri storicamente certi.

## Personaggi illustri
Tra i personaggi leggendari della gens Orazia ricordiamo:
- I tre gemelli Orazi, che durante il regno di Tullo Ostilio sfidarono a duello i tre gemelli Curiazi di Alba Longa. Con la loro vittoria, gli Orazi determinarono l'assoggettamento definitivo della capitale albana al dominio di Roma, evento che indusse le più ragguardevoli famiglie di Alba Longa, alcune delle quali vantavano antichissime origini troiane,  ad aggregarsi al patriziato romano.
- Orazio Coclite[1], che al tempo della guerra contro il re etrusco Porsenna avrebbe difeso da solo il Pons Sublicius[2], riuscendo a respingere i nemici facendo salva la vita (secondo Tito Livio); mentre per Polibio Orazio Coclite sarebbe invece morto sotto l'impeto dell'esercito etrusco.

Tra i personaggi storici della gens Orazia ricordiamo:
- Marco Orazio Pulvillo[3], che fu il primo console della repubblica nel 509 a.C. in sostituzione di Publio Valerio Publicola;
- Marco Orazio Barbato, console nel 449 con Lucio Valerio Potito[4], nell'anno successivo al Decemvirato. Secondo alcuni avrebbe provveduto assieme al suo collega alla stesura delle ultime due delle XII tavole[5], quelle in cui si affermavano i privilegi dei patrizi nei confronti dei plebei; secondo altri invece avrebbe fatto approvare le tre Leggi Valerie Orazie, favorevoli alla plebe.

A partire dal IV secolo a.C. non si hanno più notizie della gens Orazia; la presenza del famoso poeta del I secolo a.C. Quinto Orazio Flacco, figlio di un liberto di Venosa (che trasse quindi il nomen dal suo patrono) attesta l'esistenza di altri Orazi, dei quali tuttavia non è dimostrata la connessione agnatizia con l'antica gens Orazia.